# Miranda Nild
Miranda Nild (tên khai sinh),  hay còn gọi là Suchawadee Nildhamrong (tiếng Thái: สุชาวดี นิลธำรงค์; sinh ngày 1 tháng 4 năm 1997), là một nữ cầu thủ bóng đá người Thái Lan sinh ra ở Mỹ. Cô chơi ở vị trí tiền đạo cho đội Gintra Universitetas và cho đội tuyển bóng đá nữ quốc gia Thái Lan.

## Sự nghiệp chuyên nghiệp
Nild đã ký hợp đồng với Gintra Universitetas vào tháng 7 năm 2019.